# Typaya semicristata
Typaya semicristata är en insektsart som beskrevs av Sjöstedt 1921. Typaya semicristata ingår i släktet Typaya och familjen gräshoppor. Inga underarter finns listade i Catalogue of Life.